# Смоляж
Смо́ляж (укр. Смоляж) – село, расположенное на территории Борзнянского района Черниговской области (Украина), на реке Смолянка. Расположено в 30 км на запад от райцентра Борзны. Население — 410 чел. (на 2009 г.). Адрес совета: 16424, Черниговская обл., Борзнянский р-он, село Смоляж, ул.Ленина,83 , тел. 2-92-35.